# Comuna Basivka, Sumî
Basivka (în ucraineană Басівка) este o comună în raionul Sumî, regiunea Sumî, Ucraina, formată din satele Basivka (reședința), Loknea și Novenke.

## Demografie
Componența lingvistică a comunei Basivka
     Ucraineană (93,42%)
     Rusă (6,09%)
     Alte limbi (0,19%)
Conform recensământului din 2001, majoritatea populației comunei Basivka era vorbitoare de ucraineană (93,42%), existând în minoritate și vorbitori de rusă (6,09%).